# قتل لیندزی بوزیاک
لیندزی الیزابت بوزیاک (۲ نوامبر ۱۹۸۳–۲ فوریه ۲۰۰۸) مشاور املاک کانادایی بود که هنگام نشان دادن یک ملک به مشتری در سانیچ در حومه ویکتوریا، بریتیش کلمبیا به قتل رسید. هویت کسانی که همراه وی در بازدید حضور داشتند و مظنون اصلی قتل هستند نامشخص است و تاکنون (۲۰۱۸) معمای قتل حل نشده باقی مانده‌است.

## قبل از قتل
لیندزی ۲۴ ساله یک مشاور املاک با آینده روشن بود که توسط دوستان، همکاران و خانواده، دوست داشتنی و مهربان توصیف شده‌است. خانواده دوست پسر وی جیسون زایلو، ثروتمند و بانفوذ و مشاور املاک معتبر و موفق بوده‌اند.
در اواخر ژانویه ۲۰۰۸ زنی ناشناس طی تماسی با لیندزی اعلام کرد وی و همسرش به دنبال خرید سریع خانه‌ای به ارزش حدود ۱ میلیون دلار کانادا هستند. به گفته لیندزی، تماس گیرنده دارای لهجه خارجی بود که برای لیندزی ناآشنا بود؛ لهجه «کمی اسپانیایی ولی نه زیاد». لیندزی اعتقاد داشت احتمالاً تماس گیرنده از لهجه دروغین برای مخفی نگه داشتن هویتش استفاده می‌کند. لیندزی که مشکوک شده بود از تماس گیرنده پرسید چه کسی لیندزی را به وی معرفی کرده‌است، چون لیندزی هنوز یک مشاور تازه‌کار بود. تماس گیرنده یکی از مشتریان قبلی لیندزی را به معرف عنوان کرد. لیندزی که هنوز مشکوک بود با مشتری قبلی تماس گرفت، ولی وی در دسترس نبود.
لیندزی ماجرای تماس و نگرانی اش را با دوست پسرش جیسون و پدرش جف بوزیاک در میان گذاشت. جیسون وی را تشویق کرد به خاطر کمیسیون بالا، معامله را انجام دهد، و لیندزی را مطمئن کرد که بیرون از ساختمان حضور خواهد داشت تا مشکلی پیش نیاید. لیندزی ملک مناسب را پیدا کرد و قرار بازدید را برای شنبه ۲ فوریه ۲۰۰۸ گذاشت. مشتری به لیندزی اعلام کرد که شوهرش نمی‌تواند در بازدید حضور داشته باشد و وی تنها خواهد آمد.

## روز قتل
لیندزی و جیسون ناهار دیروقت را در رستوران خورده، در ساعت ۴:۲۴ دقیقه صورتحساب را پرداخت و هرکدام با ماشین خود رستوران را ترک کردند. لیندزی برای تعویض لباس قبل از بازدید به منزل مراجعه کرد. جیسون برای برداشتن دوستش به یک تعمیرگاه خودرو رفت. جیسون که دیر کرده بود، طبق تصویر دوربین مداربسته در ساعت ۵:۳۰ به همراه دوستش از تعمیرگاه خارج شد. جیسون و لیندزی پیامکهایی ردوبدل کردند و لیندزی از دیر کردن جیسون اطلاع داشت.
خیابان «دسوسا پلیس» خیابانی بن‌بست با چهار ساختمان است که ملک مورد بازدید در آن قرار داشت. پلاک ۱۷۰۲ در قسمت ورودی بن‌بست و در تقاطع با خیابان اصلی، خیابان تورکوای است. قسمت کناری ملک و فنس آن موازی با خیابان ترکوای است.
با وجودی که زن به لیندزی گفته بود که تنها می‌آید، یک زوج برای بازدید مراجعه کردند. دو شاهد مردی سفیدپوست با قد حدود ۱۸۳ و موهای تیره به همراه زنی حدود ۳۵–۴۵ ساله با موهای بلوند و لباسی رنگارنگ با طرح خاص را در حدود ساعت ۵:۳۰ در حال ورود به بن‌بست دیده‌اند. شاهدان گفته‌اند که دو نفر با لیندزی دست داده‌اند و با توجه به زبان بدن، به نظر می‌رسید برای بار اول است که همدیگر را ملاقات می‌کنند. سپس هر سه نفر وارد خانه شدند. درب خانه قابل دسترسی کامپیوتری است و بازشدن قفل درب در ساعت ۵:۲۹ دقیقه ثبت شده‌است.
جیسون حدود ساعت ۵:۴۰ به خیابان بن‌بست رسید. وقتی که به مقابل خانه رسید زن و مردی از آن خارج شدند. زن و مرد با دیدن جیسون بلافاصله به داخل خانه برگشتند.
در ساعت ۵:۴۱ دقیقه لیندزی به یکی از دوستانش که مدتی با هم صحبت نکرده بودند زنگ زد، ولی صحبتی نشد و دوستش فقط صداهای خفه‌ای می‌شنید.
جیسون ۱۰ دقیقه مقابل خانه منتظر ماند، بعد تصمیم گرفت به خیابان تورکوای برود و آنجا پارک کند، زیرا نمی‌خواست «یک دوست پسر فضول مزاحم» باشد. بعد از ده دقیقه دیگر خیابان تورکوای، جیسون پیامکی به لیندزی فرستاد تا بداند همه چیز مرتب است. لیندزی هرگز این مسیج را باز نکرد.
بیست دقیقه بعد از ورود جیسون و مشاهده زن و مرد، جیسون مقابل منزل رفت و در را قفل شده دید. از شیشه مشجر در ورودی می‌توانست کفشهای لیندزی را ببیند، ولی حرکت دیگری در داخل دیده نمی‌شد و در زدنهای پیاپی جیسون هم جوابی نداشت. جیسون با ۹۱۱ تماس گرفت. در حالی که جیسون با اپراتور صحبت می‌کرد، دوستش شکافی در فنس حیاط پشتی پیدا کرده وارد حیاط پشتی شد و مشاهده کرد در پاسیو پشتی باز است. دوستش جیسون را صدا کرد و جیسون به اپراتور ۹۱۱ گفت که وارد خانه می‌شوند و تماس را قطع کرد.
دوست جیسون در جلویی را برای ورود جیسون باز کرد. جیسون بلافاصله وارد شد و در اتاق خواب اصلی طبقه بالا لیندزی را غرق در خون پیدا کرد. جیسون برای بار دوم با ۹۱۱ تماس گرفت و بزودی پلیس و امدادگران رسیدند.
امدادگران بعد از ورود لیندزی را مرده اعلام کردند. لیندزی بیشتر از ۴۰ ضربه چاقو خورده بود. هیچ جراحتی که نشانه دفاع باشد وجود نداشت و این نشان می‌داد وی ابتدا از پشت چاقو خورده‌است و هیچ اطلاعی از بلایی که سرش می‌آمده نداشته‌است. هیچ سرقتی انجام نشده و لیندزی مورد تجاوز جنسی نیز قرار نگرفته بود.

## تحقیقات
جیسون و دوستش ابتدا بازداشت شدند، ولی بعد از اینکه مشخص شد گفته‌هایشان با زمان فیلم دوربین مدارسته تعمیرگاه همخوانی دارد و نمی‌توانسته‌اند قاتل باشند، بدون اتهام آزاد شدند. پلیس سانیچ اذعان دارد که جیسون چندین بار مورد مصاحبه و بازجویی قرار گرفته‌است و همیشه با پلیس همکاری کرده‌است. جیسون تست با دستگاه دروغ سنج را نیز با موفقیت انجام داده، ولی از ارائه نمونه DNA خودداری کرده‌است.
پلیس اعتقاد دارد عدم وجود مدارک فیزیکی مثل ردپا، اثر انگشت و نمونه DNA نشان از یک جنایت دقیق و حرفه‌ای از پیش برنامه‌ریزی شده دارد و توسط افرادی انجام شده که قبلاً تجربه قتل داشته‌اند. همین‌طور پلیس قانع شده که قاتلین همان زن و مردی بوده‌اند که وقتی جیسون رسید در حال بیرون آمدن از خانه بوده‌اند و با دیدن به داخل خانه برگشته و از در پستی فرار کرده و در را باز گذاشته‌اند. آن‌ها بعد از عبور از فنس، احتمالاً با ماشین خود که جایی در محدوده خیابان تورکوای پارک شده بوده فرار کرده‌اند. گفته‌های شاهدان مبنی بر ورود پیاده زوج به بن‌بست و نیز شناسایی شدن همه خودروهای داخل بن‌بست بعد از ورود پلیس نیز این فرضیه را تأیید می‌کند. پلیس کاملاً مطمئن است که این یک جنایت معمولی و اتفاقی نبوده‌است.
خط موبایل زن ناشناسی که با لیندزی تماس گرفت، چند ماه قبل از قتل در ونکوور خریداری شده بود و قبل از آن تماس هرگز استفاده نشده بود. آن خط موبایل با نام پائولو رودریگز فعال شده که پلیس اعتقاد دارد نامی جعلی است. آدرسی برای موبایل ارائه شده که آدرس محلی تجاری در ونکوور است، ولی پلیس اعتقاد دارد این آدرس به صورت اتفاقی انتخاب شده و آن محل ارتباطی با قتل ندارد. بعد از قتل دیگر هیچ استفاده‌ای از آن موبایل نشده و پینگهای آنتنهای مخابراتی نشان می‌دهد صاحب خط، یک روز پیش از قتل با کشتی از ونکوور آمده‌است. پلیس می‌گوید این موبایل فقط برای استفاده در این قتل خریداری شده بوده و بعد از آن دور انداخته شده‌است که تئوری آن‌ها مبنی بر برنامه‌ریزی شده بودن قتل را تأیید می‌کند.
تماس لیندزی با دوستش نیز به نظر می‌رسد غیرعمدی و اتفاقی بوده و تلفن در داخل جیب وی بوده‌است. پلیس اعتقاد دارد با توجه به زمان، این تماس در حین قتل و به دلیل فشرده شدن اتفاقی دکمه‌های گوشی بلک بری لیندزی انجام شده‌است.
لباس زن بازدیدکننده که طرح خاصی داشت نیز شناسایی شد، ولی لباس با برند خیلی خاص نبوده‌است. این نوع لباس به تعداد زیاد فروخته شده، از هرجایی قابل خرید بوده و قابل ردیابی نبوده‌است.
خانواده جیسون زایلو به دلیل ارتباطشان با خیابان بن‌بست بازجویی شدند. نام بن‌بست د سوسا از سازنده آن جو دسوسا گرفته شده که دوست و همکار شریل زایلو مادر جیسون است. در زمان قتل قسمتی از بن‌بست در حال عملیات ساختمانی بوده و خود دسوسا یک ساعت قبل از قتل برای بازدید از عملیات در محل حضور داشته‌است. البته پلیس گفته‌است هیچ‌کس از خانواده زایلو مظنون نیست.
یکی دیگر از تئوریهای پلیس به مواد مخدر مربوط می‌شود. ۶ هفته قبل از قتل، لیندزی به شهر کالگاری در ایالت آلبرتا مسافرت کرده بود. طی مدت حضور در این شهر، لیندزی با دوستی در ویکتوریا تماس گرفت. محتوای این تماس مشخص نیست، ولی مدت کوتاهی بعد از بازگشت لیندزی به ویکتوریا، در بزرگترین عملیات تاریخ آلبرتا علیه مواد مخدر، یکی از بستگان این شخص به نام اریکسن دالالکازار به همراه ۱۳ نفر دیگر دستگیر شد. دوین استنتون کارآگاه سابق پلیس و یولاندا مک‌کلری متخصص صحنه جرم، اعتقاد دارند این جنایت یک جنایت قراردادی مربوط به کارتلهای مواد مخدر نیست. به گفته آنها این جنایت بسیار بیرحمانه ، ولی غیرحرفه ای انجام شده است. این جنایت بسیار شخصی و توسط کسی برنامه ریزی شده است که رابطه نزدیکی با لیندزی داشته است و از جزییات خصوصی محل کار لیندزی مطلع بوده است. 

## اتفاقات بعدی
بعدها طی همان سال، یکی از دوستان لیندزی به نام نیکی ادعا کرد که با تماس تلفنی ناشناس در نیمه‌های شب از خواب بیدار شده‌است. نیکی به دلیل خواب آلودگی به خاطر نمی‌آورد تماس گیرنده چه می‌گفته، ولی متوجه شده وی لهجه خارجی عجیبی داشته که برایش ناآشنا بوده‌است. نیکی زمانی دچار وحشت شد که توصیف لیندزی از لهجه ناآشنا و احتمالاً دروغین زن ناشناس (و احتمالاً قاتل) را به یاد آورد. نیکی به شماره زنگ زد، ولی کسی جواب نداد. بعد از ۲۰–۳۰ بار تلاش، بالاخره کسی جواب داد. فرد پشت خط شرلی زایلو بود. چون آن‌ها آشنایی قبلی نداشتند، نیکی از شرلی پرسید شماره او را از کجا آورده. شرلی مدعی شد به جای شماره منشی خود که نام او هم نیکی است، به اشتباه شماره نیکی دیگر را گرفته‌است و نمی‌داند چرا شماره نیکی دوست لیندزی را دارد و فکر می‌کند جیسون شماره وی را ذخیره کرده‌است. شرلی زایلو وقوع چنین حادثه‌ای را از اساس انکار می‌کند و اینکه ادعای نیکی توسط پلیس پیگیری شده یا خیر، برای عموم فاش نشده‌است.
در فوریه هر سال، پدر لیندزی جف راهپیمایی سالانه‌ای به یاد لیندزی، برای یادآوری و زنده نگه داشتن حادثه برگزار می‌کند.
در اگوست ۲۰۱۷ یک کامنت در سایت lindsaybuziakmurder.com که برای تحقیق دربار قتل لیندزی توسط جف اداره می‌شود پست شد. این کامنت با غلط املایی زیاد ادعا داشت «من لیندزی را کشتم، و پلیسهای احمق هرگز نمی‌توانند اثباتش کنند»